# Crassula arborescens
Crassula arborescens is een overblijvende plant uit de vetplantenfamilie (Crassulaceae). De plant is endemisch in Zuid-Afrika.

## Naamgeving enetymologie
- Synoniemen: Cotyledon arborescens Mill., Cotyledon punctata Lam., Crassula arborea Medik., Crassula cotyledon Jacq., Crassula cotyledonifolia Salisb., Toelkenia arborescens (Mill.) P.V.Heath
- Engels: Silver dollar plant,

De botanische naam Crassula is afgeleid van het Latijnse 'crassus' (dik). De soortaanduiding arborescens is eveneens Latijn voor 'boomvormig'.

## Kenmerken
Crassula arborescens is een overblijvende succulente struik tot kleine boom, tot 2 m hoog, met een tot 20 cm dikke, verhoute en veel vertakte stengel. De bladeren zijn rond tot breed ovaal, tot 3 cm breed, vlezig, onbehaard, convex aan beide kanten, zilverachtig blauwgroen gekleurd met rode randen en puntjes op de bovenzijde.
De bloeiwijze is een afgeronde pluim met witte tot lichtroze, stervormige bloemen met vier kruisgewijs ingeplante, tot 1 cm lange, puntige kroonbladen op een tot 7 cm lange bloemstengel.
De plant bloeit in de winter.

## Habitaten verspreiding
Crassula arborescens groeit op droge, zandige of grindachtige plaatsen. Hij is endemisch in de Zuid-Afrika (West-Kaap, Natal), Lesotho en Swaziland.

## Cultivatie
Crassula arborescens wordt regelmatig gebruikt als kasplant of in de huiskamer.
... · 
C. aquatica · 
C. arborescens · 
C. helmsii (Watercrassula) · 
C. ovata · 
C. tillaea (Mosbloempje) · 
...